# Radio Data System
O Radio Data System, ou simplesmente RDS, é um sistema de transmissão de dados digitais usando emissores de radiodifusão em FM. O RDS permite visualizar várias informações sobre a estação de rádio sintonizada, como o nome da rádio, tipo de programação, etc. O RDS está largamente difundido na Europa. A sua principal utilização é em rádios de automóveis, mas também está disponível em aparelhos domésticos e dispositivos móveis, tais como tábletes e telemóveis, com funcionalidade de captar estações de rádio.
Nos Estados Unidos, o RDS é conhecido como RBDS (Radio Broadcasting Data System) e a partir do ano de 2003 ganhou forte expansão neste pais.
O RDS usa uma subportadora de 57 kHz para transmitir dados à velocidade de 1187,5 bps. Os 57 kHz são a terceira harmônica do piloto de FM estéreo, por isso, não causam interferências ou intermodulação com os canais de som. A transmissão do RDS está sujeita a uma correção de erros para garantir a sua correta decodificação pelo receptor de rádio.
O RDS também usa um sistema de injeção de transmissão direta.

## Conteúdo e implementação
Alguns dos campos de informação geralmente disponíveis em dados RDS são:
AF (Alternate frequencies) - permite sintonizar um receptor de rádio de forma automática e é especialmente usado nos rádios dos automóveis. O utilizador/usuário não necessita procurar a freqüência da estação sintonizada, pois o aparelho escolhe o emissor com sinal mais forte.
PS (Programme service)- Permite visualizar no display do receptor um texto de até 8 caracteres. Normalmente as rádios utilizam o PS para mostrar o nome da estação e informações sobre a música ou o programa que está sendo transmitido. A maioria dos receptores dispõe de PS.
RT (Radio Text)- Permite visualizar no display do receptor um texto de até 64 caracteres que poderá ser estático (por exemplo, "slogans" da estação), ou dinâmico (exemplo: o artista e a música que será transmitida na rádio). Normalmente as rádios utilizam o RT para mostrar informações sobre o trânsito e notícias em geral. Apenas os modelos mais avançados de receptores são capazes de mostrar as mensagens de RT.
CT (Clock Time) - Pode sincronizar um relógio digital de um receptor de rádio.
EON (Enhanced Other Networks) - Permite ao receptor detectar informações de trânsito.
PI (Programme Identification) - Código único que identifica a emissora.
PTY (Programme Type) - Este código define até 31 tipos de programa, e.g., (p/ Europa) PTY=1 - Notícias, PTY=6 - Drama, permitindo aos usuário a procura da emissora através do gênero desejado.
REG (Regional) - Esta funcionalidade é utilizada sobretudo em países onde as rádios nacionais apresentam programas regionais em alguns emissores. Ao ligar esta opção, o receptor de rádio sintoniza os emissores com programação regional sempre que se encontre dentro do raio de cobertura dos mesmos, em detrimento dos emissores que apresentam a emissão nacional.
Em Portugal, o RDS foi regulamentado pela ANACOM, de acordo com o Decreto-Lei n.º 272/98 publicado no Diário da República.
No Brasil, o RDS foi normatizado pela ANATEL, conforme Resolução Nº 349, de 25 de Setembro de 2003 publicada no Diário Oficial da União em 06/10/2003. Nesta resolução, as emissoras são obrigadas a comunicar à ANATEL que transmitem dados por subportadora e a informar o respectivo código PI (Program Identification).

## Exemplo de utilização do RDS
As duas imagens seguintes representam um visor de um rádio portátil Grundig sintonizado na estação de rádio portuguesa Antena 1:

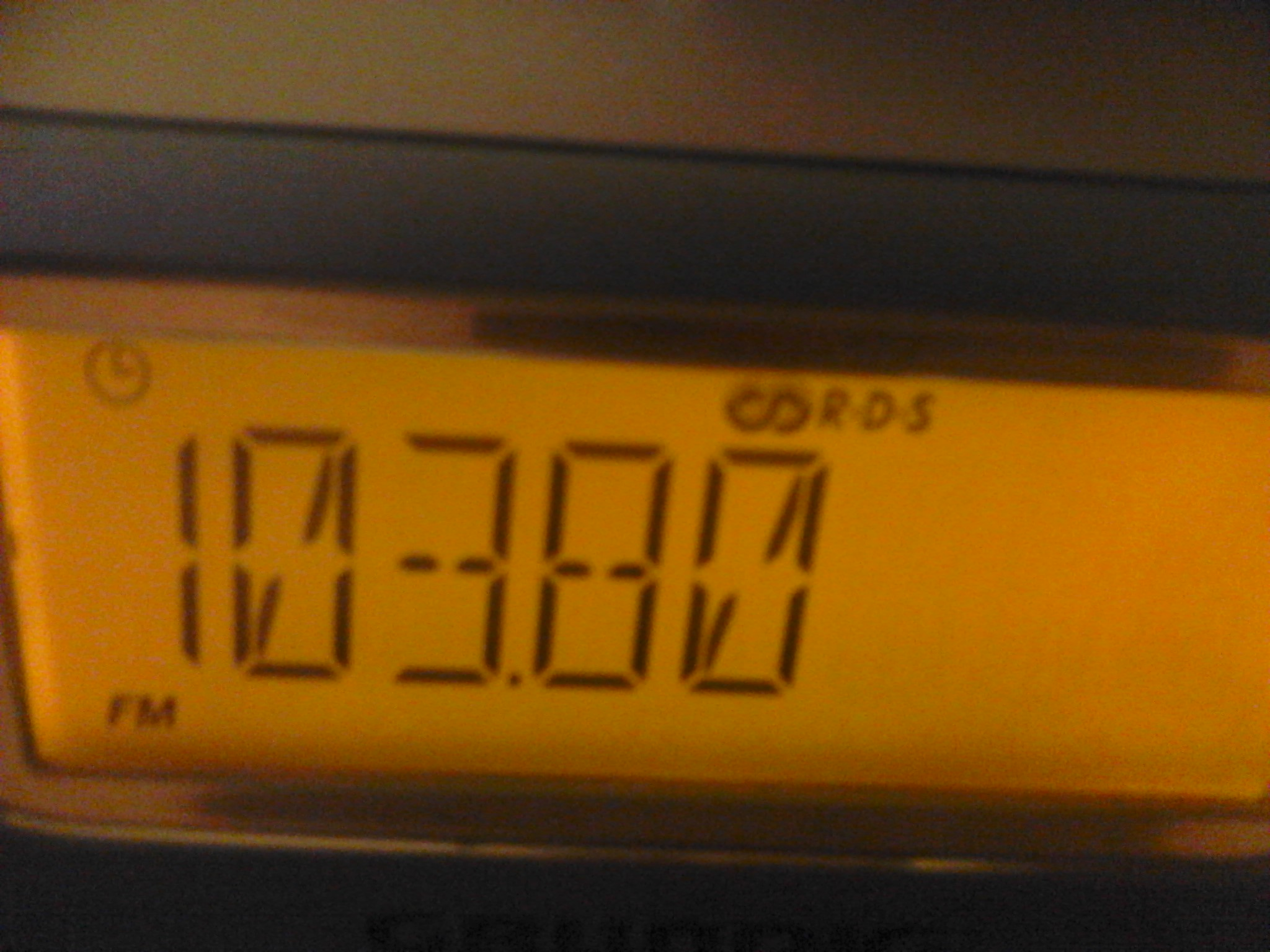
Emissora portuguesa Antena 1 sintonizada em uma frequência próxima dela, FM 103.8 MHz sem RDS.

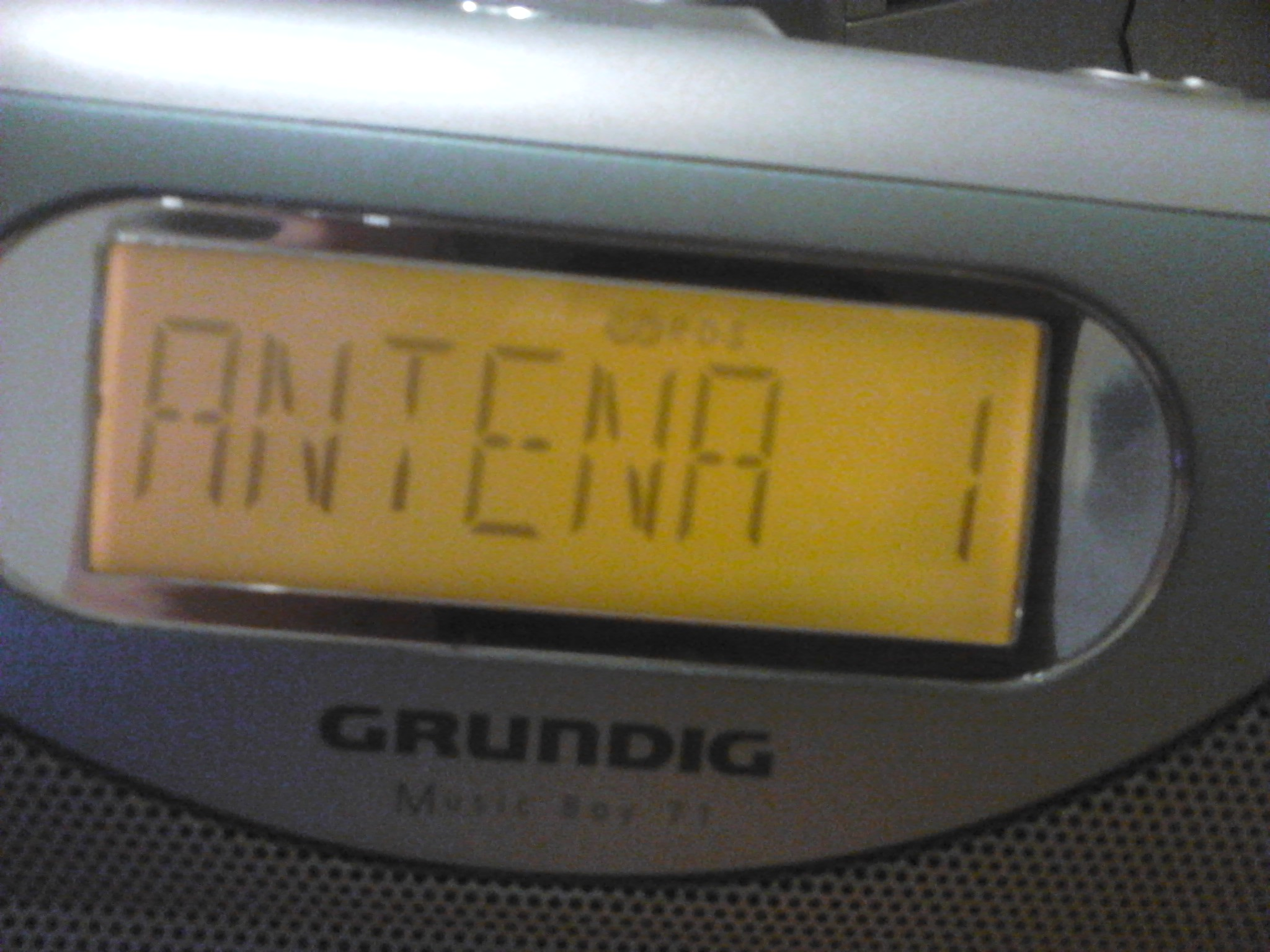
Antena 1 sintonizada em FM 103.8 MHz com funcionalidade de RDS. Note-se o PS (Programme Service) no visor com o texto: "ANTENA 1".